# Mässkärs båk

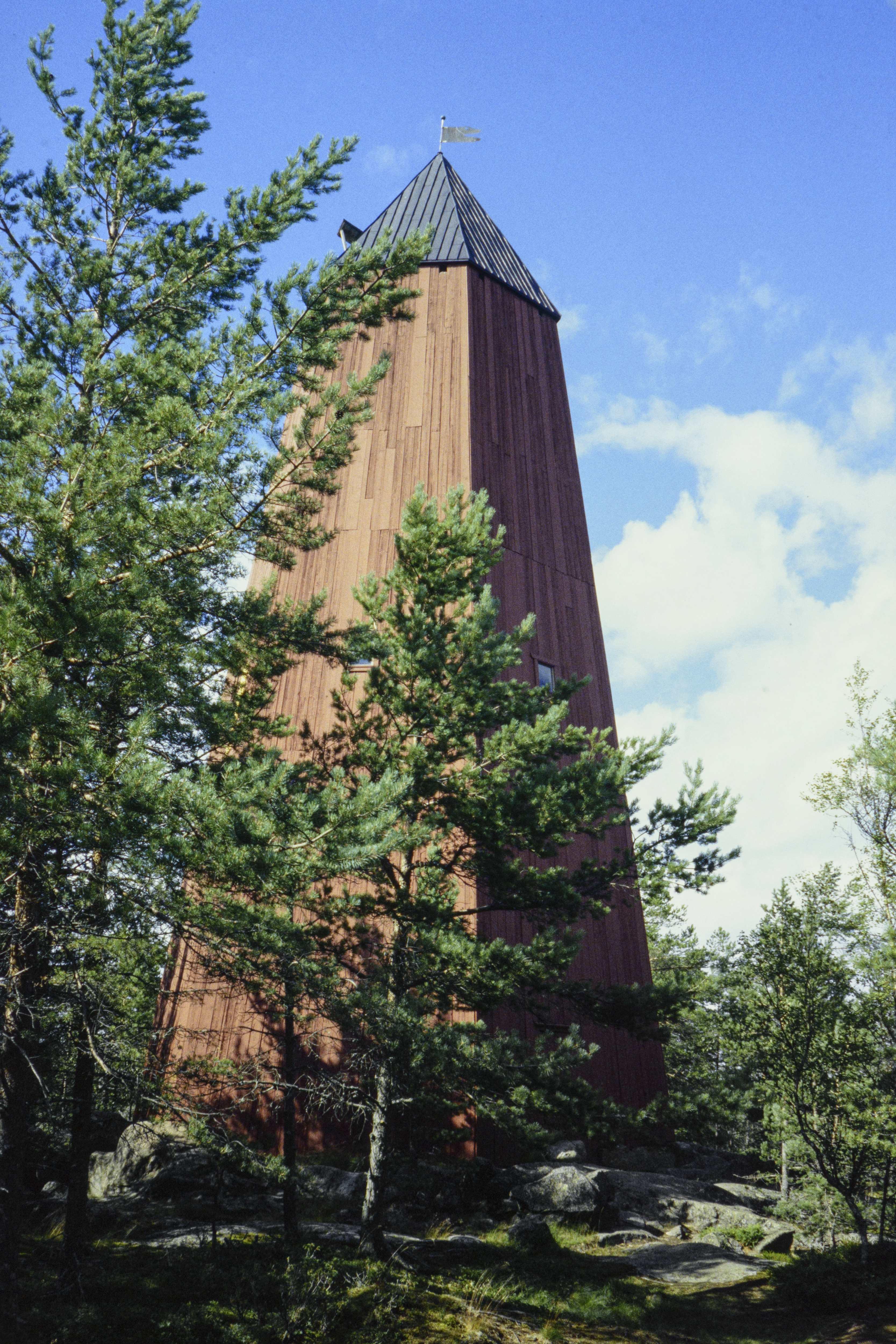
Mässkärs båk

På Mässkär finns en båk som upprätthölls av köpmän från Jakobstad. Staten löste in den liksom det närbelägna Kejsarklubbens sjömärke år 1848. Tillsammans bildade båken och märket en viktig linje för fartygstrafiken. Båda förstördes under Krimkriget sommaren 1854 men byggdes upp på nytt. Mässkärsbåken färdigställdes år 1858. Det sexkantiga tornet  har stammen från en robust fura som mittpelare. Båken är över 20 meter hög. Vid basen är den 10,7 meter i diameter och vid taket är diametern 5,3 meter.
Sjöfartsverket restaurerade båken år 1995. Den målades i samma färger som den ursprungligen hade haft och överläts till staden Jakobstad. Nu har den lokala hembygdsföreningen hand om skötseln.